# Costanza Quatriglio
Constance Quatriglio, née à Palerme (Italie) en 1973, est une réalisatrice et scénariste italienne.

## Biographie
Costanza Quatriglio est mariée au réalisateur italien Daniele Vicari.

## Filmographie

### Au cinéma

#### Comme réalisatrice
- 2000 : E'cosaimale?
- 2000 : Il bambino Gioacchino
- 2001 : L'insonnia di Devi
- 2001 : La borsa di Helene
- 2003 : L'isola
- 2003 : Racconti per L'isola
- 2004 : Raìz
- 2005 : Comandare, una storia Zen
- 2006 : Il mondo addosso
- 2009 : Il mio cuore umano
- 2012 : Terramatta (documentaire)
- 2013 : Con il fiato sospeso (court métrage)
- 2014 : Triangle (documentaire)
- 2014 : 9x10 novanta (segment "Girotondo") (documentaire)
- 2018 : Sembra mio figlio[1]
- 2020 : Palermo Sospesa, c'è il Festino che non c'è[2]